# Corny, Eure
Corny är en kommun i departementet Eure i regionen Normandie i norra Frankrike. Kommunen ligger i kantonen Les Andelys som tillhör arrondissementet Les Andelys. År 2018 hade Corny 385 invånare.

## Befolkningsutveckling
Antalet invånare i kommunen Corny
Referens:INSEE